# 7 brumaire
7 vendémiaire 7 frimaire
Le septidi 7 brumaire, officiellement dénommé jour de la figue, est le 37e jour de l'année du calendrier républicain.
C'était généralement le 28e jour du mois d'octobre dans le calendrier grégorien.